# Allochernes turanicus
Allochernes turanicus es una especie de arácnido  del orden Pseudoscorpionida de la familia Chernetidae.

## Distribución geográfica
Se encuentra en Turkmenistán.